# Сола, Анна Леонидовна
Анна Леонидовна Сола (бел. Ганна Леанідаўна Сола; род. 16 февраля 1996, Шумилино, Витебская область) — белорусская биатлонистка. Бронзовый призёр чемпионата мира 2021 года в спринте. Чемпионка мира среди юниоров 2015 в эстафете. Бронзовый призёр чемпионата Европы 2019 года в смешанной эстафете.

## Спортивная карьера

### Ранний период
Анна Сола дебютировала в Кубке IBU, второй по значению серии соревнований по международному биатлону, в 17 лет. В начале сезона 2014/15 она впервые попала в десятку лучших на этапе в Бейтостёлене, завоевав четвёртое место в спринте.
В эти годы Анне также было разрешено участвовать в молодёжных и юниорских соревнованиях, и на домашнем Кубке мира 2015 года в Раубичах она выиграла юниорский титул чемпиона мира с эстафетной командой, куда также входили Динара Алимбекова и Дарья Блашко.

### Сезон 2015/2016
Следующей зимой она уже регулярно фигурировала в составе сборной Беларуси на Кубке мира. В своей первой гонке в Эстерсунде в ноябре 2015 года она финишировала 37-й и получила свои первые четыре очка Кубка мира. В составе эстафетной команды она дважды была седьмой.
В 2016 году она была заявлена на чемпионат мира в Хольменколлене, где заняла 77-е место в спринте, являвшемся её единственным выступлением.

### 2016-2018 годы
После этого карьера Солы пошла на спад. С 2016 по 2018 год она выступала только в Кубке IBU. В какой-то момент биатлонистка потеряла мотивацию и задумалась об уходе из спорта. Она не могла нормально ни стрелять, ни бежать. За месяц до зимних Олимпийских игр 2018 года в Пхёнчхане Сола объявила тренерам, что собирается завершить спортивную карьеру. В ответ ей поступило предложение отправиться в родную школу в Новополоцке, чтобы тренировать детей. Согласившись на этот вариант, биатлонистка не просто сменила обстановку, но и вновь полюбила свой вид спорта. В апреле 2018-го она отправилась на недельный сбор во Францию, чтобы снова научиться стрелять и бегать. Спортсменка так втянулась, что осталась там еще на месяц, ощутив в себе силы снова выступать на высоком уровне.

### Сезон 2018/2019
Место в команде на этапах Кубка мира Сола снова получила благодаря реструктуризации сборной Беларуси после зимних Олимпийских игр 2018 года — из команды ушли Дарья Домрачева и Надежда Скардино.
Зимой сезона 2018/19 года лучшим индивидуальным результатом биатлонистки на Кубке мира стало 34 место в спринте. Кроме того, она финишировала в десятке лучших в трех эстафетных гонках. Также Анна выиграла бронзовую медаль на чемпионате Европы 2019 в смешанной эстафете.

### Сезон 2019/2020
В январе 2020 года Сола впервые завершила спринтерскую гонку Кубка мира на этапе в Рупольдинге без промахов и заняла четвёртое место, что явилось лучшим результатом белорусских биатлонистов в сезоне 2019/20 года.

### Сезон 2020/2021
На чемпионате мира по биатлону 2021 года в словенской Поклюке  Сола впервые смогла подняться на подиум, завоевав бронзовую награду в спринте. В финале сезона 2020/21 в Эстерсунде она во второй раз поднялась на пьедестал почёта в гонке преследования, заняв третье место. В белорусской женской эстафете она также смогла дважды занять второе место в Оберхофе и Нове-Место-на-Мораве.

### Сезон 2021/2022
В сезоне 2021/2022 на втором этапе Кубка мира в шведском Эстерсунде в спринте спортсменка заняла третье место. На том же этапе в эстафете-четвёрке она завоевала командное серебро.
На третьем этапе Кубка мира в Хохфильцене Сола показала лучший на тот момент результат в своей карьере, заняв первое место в спринте. Пройдя при этом два огневых рубежа без промахов, она показала хорошую скорость на дистанции с итоговым результатом 20:44,4 мин. Гонка преследования в том же Хохфильцене принесла спортсменке второе место. По результатам этапа Кубка мира в Австрии Анна Сола была признана лучшей биатлонисткой недели. По итогам же трёх этапов в целом она заняла промежуточную вторую строчку в общем зачёте Кубка мира.
В первой гонке (спринт) четвёртого этапа во французском Анси Сола заняла 7 место. Следующие заезды во Франции (гонка преследования и масс-старт) принесли ей 24-е и 12-е места соответственно. Оценивая своё выступление, биатлонистка отметила: «Результаты на этапе Кубка мира в Анси считаю, что тоже неплохие. Наверное, должны быть как взлеты, так и падения. Мы не роботы, чтобы быть в призах постоянно, этим результатам нужно тоже радоваться».
В немецком Оберхофе на пятом этапе Кубка мира в спринте Анна Сола стала второй. Спортсменка дважды промахнулась на лёжке, занимая лишь 45-е место после первой стрельбы. А вот на стойке закрыла все мишени, хотя обычно стрельба стоя у Анны получалась хуже. Финишный отрезок был безупречен в исполнении белоруски. Она не дотянулась лишь до лидера общего зачёта Кубка мира Марте Олсбю-Ройселанн из Норвегии, проиграв ей семь секунд и показав лучшую скорость в гонке. Точно такое же время, как и Сола, показала француженка Жюлья Симон. Таким образом, в спринте оказалось сразу два серебряных призёра. Следом в Оберхофе прошла первая в текущем сезоне смешанная эстафета, в которой Сола расположилась на 2-й позиции.
Шестой этап Кубка мира в Рупольдинге принёс Соле 36-е место в спринте, 5-е место в эстафете и 13-е место в гонке преследования.
Седьмой этап в Антхольц-Антерсельве спортсменка провела следующим образом: индивидуальная гонка — 38 место, эстафета — 13 место, масс-старт — 26 место
.
В текущем сезоне Анна Сола дебютировала на Зимних Олимпийских играх. Соревнования проходили в горах Китая, где в сложных погодных условиях лучшим результатом биатлонистки стало 4-е место в гонке преследования. Среди женщин, также выступавших в белорусской сборной, этот результат стал наивысшим. В остальных дисциплинах спортсменка расположилась на 6-м месте в смешанной эстафете, 54-м – в индивидуальной гонке, 26-м – в спринте, 13-м – в эстафете и 10-м – в масс-старте. Сола подвела итог своим гонкам словами о том, что Олимпийские игры были мучительными, а сама она хочет домой – но вместо этого «продолжит мучиться» на Кубке мира. На вопрос о главном выводе после Игр биатлонистка ответила: «Надеяться только на себя». Также спустя несколько дней Анна выложила в Instagram свои фото с Олимпийских Игр с подписью: «Ставим новые цели».
Три оставшихся этапа Кубка мира Сола пропустила из-за вторжения России на Украину и последующего в этой связи отстранения российских и белорусских спортсменов от международных соревнований.
Комментируя перспективу белорусской сборной остаться без Кубка мира и в сезоне 2022/23, Анна заявила: "Мы, спортсмены, не сделали ничего плохого. Огорчена, что нас отстранили, но есть понимание, для чего это сделано. Но очень надеюсь, что на Олимпиаде в 2026 году у меня будет шанс представлять Беларусь".
В августе 2022 года стало известно об уходе Солы в декретный отпуск, что также станет причиной её пропуска спортивных соревнований в ближайшем сезоне.
2024 год
- 23 августа 2024 года победила в спринте на открытом чемпионате и первенстве Беларуси по летнему биатлону (Раубичи)[58].
- 24 августа 2024 года заняла второе место в масс-старте на открытом чемпионате и первенстве Беларуси по летнему биатлону (Раубичи)[59].
- Победитель предсезонных соревнований в Ханты-Мансийске "Югория. Первый снег - 2024"[60].

## Достижения
| 2021/2022 Итоги | 2021/2022 Итоги | Эстерсунд | Эстерсунд | Эстерсунд | Эстерсунд | Эстерсунд | Хохфильцен | Хохфильцен | Хохфильцен | Анси | Анси | Анси | Оберхоф | Оберхоф | Оберхоф | Оберхоф | Рупольдинг | Рупольдинг | Рупольдинг | Антхольц | Антхольц | Антхольц | ОИ Пекин (*) | ОИ Пекин (*) | ОИ Пекин (*) | ОИ Пекин (*) | ОИ Пекин (*) | ОИ Пекин (*) | Контиолахти | Контиолахти | Контиолахти | Отепя | Отепя | Отепя | Отепя | Осло | Осло | Осло |
| Очков           | Место           | Инд       | Спр       | Спр       | Эст       | Пр        | Спр        | Пр         | Эст        | Спр  | Пр   | МС   | Спр     | См      | Осм     | Пр      | Спр        | Эст        | Пр         | Инд      | МС       | Эст      | См           | Инд          | Спр          | Пр           | Эст          | МС           | Эст         | Спр         | Пр          | Спр   | МС    | См    | Осм   | Спр  | Пр   | МС   |
| 420             | 18              | 35        | 5         | 3         | 2         | 11        | 1          | 2          | 9          | 7    | 24   | 12   | 2       | 2       | —       | DNS     | 36         | 5          | 13         | 38       | 26       | 13       | 6            | 54           | 26           | 4            | 13           | 10           | —           | —           | —           | —     | —     | —     | —     | —    | —    | —    |

| 2020/2021 Итоги | 2020/2021 Итоги | Контиолахти | Контиолахти | Контиолахти | Контиолахти | Контиолахти | Хохфильцен | Хохфильцен | Хохфильцен | Хохфильцен | Хохфильцен | Хохфильцен | Оберхоф | Оберхоф | Оберхоф | Оберхоф | Оберхоф | Оберхоф | Оберхоф | Антхольц | Антхольц | Антхольц | ЧМ Поклюка | ЧМ Поклюка | ЧМ Поклюка | ЧМ Поклюка | ЧМ Поклюка | ЧМ Поклюка | ЧМ Поклюка | Нове-Место | Нове-Место | Нове-Место | Нове-Место | Нове-Место | Нове-Место | Нове-Место | Эстерсунд | Эстерсунд | Эстерсунд |
| Очков           | Место           | Инд         | Спр         | Спр         | Эст         | Пр          | Спр        | Эст        | Пр         | Спр        | Пр         | МС         | Спр     | Пр      | См      | ОСм     | Спр     | Эст     | МС      | Инд      | МС       | Эст      | См         | Спр        | Пр         | Инд        | ОСм        | Эст        | МС         | Эст        | Спр        | Пр         | Спр        | Пр         | См         | ОСм        | Спр       | Пр        | МС        |
| 366             | 23              | 66          | —           | 45          | 12          | 29          | 42         | 10         | 47         | 19         | 16         | 28         | 26      | 40      | —       | 5       | 44      | 2       | —       | 32       | —        | 5        | —          | 3          | 26         | 70         | —          | 4          | 30         | 2          | 11         | 7          | 29         | 22         | —          | 8          | 13        | 3         | 6         |

| 2019/2020 Итоги | 2019/2020 Итоги | Эстерсунд | Эстерсунд | Эстерсунд | Эстерсунд | Эстерсунд | Хохфильцен | Хохфильцен | Хохфильцен | Анси | Анси | Анси | Оберхоф | Оберхоф | Оберхоф | Рупольдинг | Рупольдинг | Рупольдинг | Поклюка | Поклюка | Поклюка | Поклюка | ЧМ Антхольц | ЧМ Антхольц | ЧМ Антхольц | ЧМ Антхольц | ЧМ Антхольц | ЧМ Антхольц | ЧМ Антхольц | Нове-Место | Нове-Место | Нове-Место | Контиолахти | Контиолахти | Контиолахти | Контиолахти | Холменколлен | Холменколлен | Холменколлен |
| Очков           | Место           | Сусм      | См        | Спр       | Инд       | Эст       | Спр        | Пр         | Эст        | Спр  | Пр   | МС   | Спр     | МС      | Эст     | Спр        | Пр         | Эст        | Сусм    | См      | Инд     | МС      | См          | Спр         | Пр          | Инд         | Сусм        | Эст         | МС          | Спр        | Эст        | МС         | Спр         | Пр          | Сусм        | См          | Спр          | Пр           | МС           |
| 61              | 59              | 9         | —         | 59        | —         | 11        | 30         | 52         | 13         | 70   | —    | —    | 54      | —       | —       | 4          | 38         | 12         | —       | 8       | 56      | —       | —           | 84          | —           | 50          | 15          | 13          | —           | 37         | 15         | —          | —           | —           | —           | —           | —            | —            | —            |

| 2018/2019 Итоги | 2018/2019 Итоги | Поклюка | Поклюка | Поклюка | Поклюка | Поклюка | Хохфильцен | Хохфильцен | Хохфильцен | Нове-Место | Нове-Место | Нове-Место | Оберхоф | Оберхоф | Оберхоф | Рупольдинг | Рупольдинг | Рупольдинг | Антхольц | Антхольц | Антхольц | Канмор | Канмор | Солт-Лейк-Сити | Солт-Лейк-Сити | Солт-Лейк-Сити | Солт-Лейк-Сити | ЧМ Эстерсунд | ЧМ Эстерсунд | ЧМ Эстерсунд | ЧМ Эстерсунд | ЧМ Эстерсунд | ЧМ Эстерсунд | ЧМ Эстерсунд | Холменколлен | Холменколлен | Холменколлен |
| Очков           | Место           | Сусм    | См      | Инд     | Спр     | Пр      | Спр        | Пр         | Эст        | Спр        | Пр         | МС         | Спр     | Пр      | Эст     | Спр        | Эст        | МС         | Спр      | Пр       | МС       | Инд    | Эст    | Спр            | Пр             | Сусм           | См             | См           | Спр          | Пр           | Инд          | Сусм         | МС           | Эст          | Спр          | Пр           | МС           |
| 10              | 91              | 16      | —       | 70      | 90      | —       | 66         | —          | 5          | 74         | —          | —          | 53      | 38      | 9       | 34         | 8          | —          | 71       | —        | —        | 67     | 15     | 50             | —              | 13             | —              | 13           | —            | —            | —            | 16           | —            | —            | 95           | —            | —            |

### Юниорские и молодёжные достижения
| Год  | Место проведения   | Возраст | Инд | Спр | Пр | Эст |
| 2015 | ЧМ Раубичи         | U19     | 29  | 5   | 13 | 1   |
| 2016 | ЧМ Чейле-Градистей | U21     | 14  | 12  | 22 | -   |
| 2017 | ЧМ Осрблье         | U21     | 7   | 59  | -  | 6   |

### Участие в чемпионатах мира
| Год  | Место проведения | Инд | Спр | Пр | МС | Эст | См | ОСм |
| 2016 | Хольменколлен    | —   | 77  | —  | —  | —   | —  | н/д |
| 2019 | Эстерсунд        | —   | —   | —  | —  | —   | 13 | 16  |
| 2020 | Антхольц         | 50  | 84  | —  | —  | 13  | —  | 15  |
| 2021 | Поклюка          | 70  |     | 26 | 30 | 4   | —  | —   |

### Участие в Олимпийских играх
| Год  | Место проведения | Инд | Спр | Пр | МС | Эст | См |
| 2022 | Пекин            | 54  | 26  | 4  | 10 | 13  | 6  |

## Карьера в Кубке мира
- Дебют в кубке мира — 5 декабря 2015 года в спринтерской гонке в Эстерсунде — 37 место.
- Первое попадание в очковую зону — 5 декабря 2015 года — 37 место в спринтерской гонке, в Эстерсунде.
- Первый подиум на этапе кубка мира — 16 января 2021 — 2 место в эстафете, в Оберхофе
- Первый подиум в личной гонке — 20 марта 2021 — 3 место в гонке преследования, в Эстерсунде
- Первая победа на кубке мира —10 декабря 2021 —1 место в спринте, в Хохфильцене

### Кубок мира
| Сезон     | Место | Количество набранных очков | Победитель            |
| --------- | ----- | -------------------------- | --------------------- |
| 2015/2016 | 95    | 4                          | Габриэла Коукалова    |
| 2018/2019 | 91    | 10                         | Доротея Вирер         |
| 2019/2020 | 59    | 61                         | Доротея Вирер         |
| 2020/2021 | 23    | 366                        | Тириль Экхофф         |
| 2021/2022 | 18    | 420                        | Марте Олсбю-Ройселанн |

## Личная жизнь
В июле 2021 года  Сола вышла замуж за гонщика велосипедного клуба «Минск», чемпиона Белоруссии в групповой гонке Станислава Божкова, которого девушка называет своим главным мотиватором.

## Общественная позиция
Анна Сола — единственная биатлонистка белорусской сборной, которая после событий августа 2020 года не подписала провластное письмо спортсменов. Объясняя своё решение, она отметила: «Мне есть за что сказать спасибо стране, но в первую очередь хотелось бы, чтобы спорт оставался вне политики. Тяжело концентрироваться на спортивных результатах, когда читаешь грустные новости из Беларуси. Поэтому моя позиция даже не политическая, а общечеловеческая: за мир, соблюдение законов и решение любых вопросов без применения насилия».